# Gangchempo
Der Gangchempo befindet sich im Langtang-Nationalpark im Zentral-Himalaya in der nepalesischen Verwaltungszone Bagmati.
Der 6387 m hohe Berg liegt im hinteren südlichen Teil des Langtang-Tales. An seiner Rückseite verläuft der Tilman's Pass, ein Gebirgspass, der von dem englischen Bergsteiger Bill Tilman 1950 entdeckt wurde. 10 km östlich des Gangchempo befindet sich der Dorje Lhakpa.
Der Gangchempo wurde von einer nepalesischen Expedition 1990 über den Südwestgrat erstbestiegen.